# Jin Xizong
Xizong (熙宗) est un empereur de la dynastie Jin né le 28 février 1119 et mort le 9 janvier 1150. Il règne de 1135 à sa mort.

## Biographie
Hela, sinisé en Wanyan Dan, est le fils de Wanyan Zongjun et de Pucha. Par son père, il est le petit-fils de l'empereur Taizu, le fondateur de la dynastie Jin. Il monte sur le trône en 1135, à la mort de son oncle Taizong.
Un traité de paix est conclu avec la dynastie Song du Sud en 1138. Le nouvel empereur admire les coutumes des Han et s'efforce de les importer dans son royaume.
Xizong est victime d'un coup d'État mené par le chancelier Wanyan Liang, son cousin germain, qui le remplace.